# Frail Words Collapse
Frail Words Collapse är ett det amerikanska metalcore-bandet As I Lay Dyings andra studioalbum, utgivet i juli 2003 på Metal Blade Records, bandets första skiva på detta bolag.
Det var bandets sista album med gitarristen Evan White och det enda med Jasun Krebs.
Två singlar föregick albumsläppet: "94 Hours" och "Forever". Till dessa spelades också in musikvideor.
Albumomslaget gjordes av Jacob Bannon (Converge).

## Låtlista
1. "94 Hours" – 3:10
2. "Falling upon Deaf Ears" – 2:31
3. "Forever" – 4:42
4. "Collision" – 3:11
5. "Distance Is Darkness" – 2:38
6. "Behind Me Lies Another Fallen Soldier" – 3:03
7. "Undefined" – 2:16
8. "A Thousand Steps" – 1:45
9. "The Beginning" – 3:29
10. "Song 10" – 4:16
11. "The Pain of Separation" – 2:57
12. "Elegy" - 4:47

## Medverkande
Musiker
- Tim Lambesis – sång
- Evan White – gitarr, basgitarr
- Jasun Krebs – gitarr
- Jordan Mancino – trummor

Bidragande musiker
- Jarrod – sång
- Tommy Garcia – sång
- Johnny Upton – sång

Produktion
- Evan White – producent
- Tim Lambesis – producent
- Steve Russell – inspelningstekniker, mixning
- Brandon O'Connell – pre-production
- Brad Vance – mastering
- Jon Jameson – låtskrivande
- Tommy Garcia – låtskrivande
- Jacob Bannon – omslagskonst